# Joop Ayal
Joop Ayal (* 18. September 1925 auf Kisar; † 28. Mai 2013 in Brüssel) war ein niederländischer Jazzmusiker (Bariton- und Tenorsaxophon, auch Flöte, Gesang, Arrangement) indonesischen Ursprungs.

## Leben und Wirken
Ayal migrierte 1948 in die Niederlande, wo er Rita Reys begleitete. 1951 zog er nach Belgien. Er spielte bis 1965 in Brüssel unter anderem bei Francis Bay im Au Gaity und anderen Brüsseler Jazzclubs. Er studierte zunächst Kontrapunkt an der Académie Royale in Brüssel, dann Arrangement und Orchestration an der Berklee School of Music in Boston. Dann arbeitete er für BRT in der Bigband von Charlie Calmeyn, trat in den Combos von Al Goyens und Johnny Dover auf und leitete ein eigenes Quintett, mit dem er 1976 bei Jazz Middelheim auftrat. In den späten 1980er Jahren nahm Ayal mit dem Waso Quartet von Koen De Cauter und Fapy Lafertin auf. In den 1990er Jahren gehörte er zum Orchester von Vicky Down und zum Retro Jazz Orchestra. Weiterhin arbeitete er mit Roger Vanhaverbeke, Richard Rousselet, Gino Lattucca, Marc Mercini und Didian.
Ayal ist auch auf dem Album It Had to Be You (2010) seiner Tochter, der Sängerin Lena Ayal, zu hören, für das er auch arrangierte.

## Diskographische Hinweise
- Waso Quartet: Round About Midnight (Cirkel Production, 1987)
- Koen De Cauter, Fapy Lafertin, Patrick Saussois, Joop Ayal, Tcha Limberger, Waso De Cauter, Dajo De Cauter  DjanGo! A Tribute to Django Reinhardt – Live at the AB (De Werf, 2004)
- Retro Jazz Orchester: That's My Desire (Evil Penguin Records, 2005)